# Monument voor het Légion d'Honneur

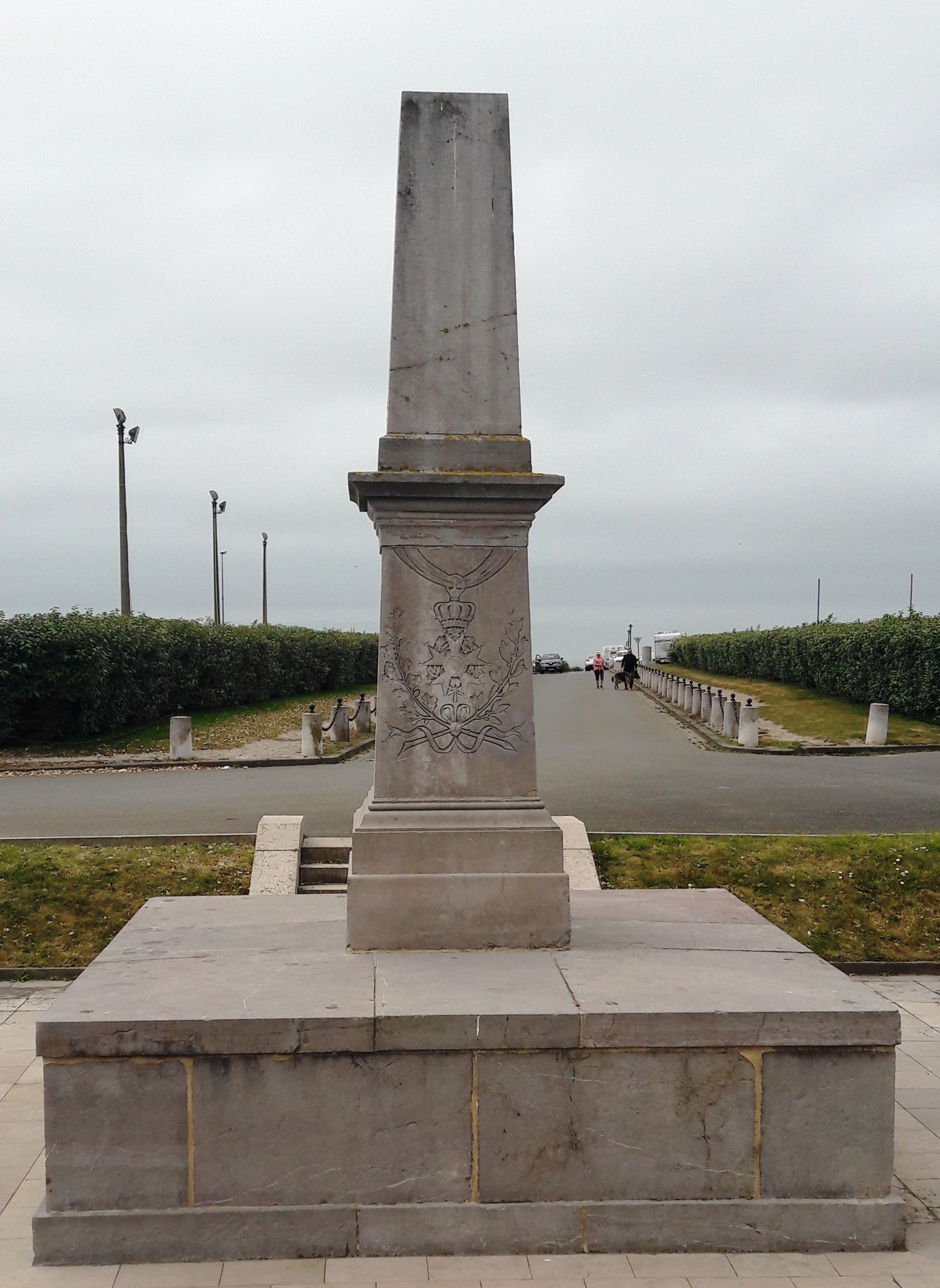
Monument voor het Légion d'Honneur.

Het Monument voor het Légion d'Honneur (Mémorial de la Légion d'honneur) is een monument in de tot het departement Pas-de-Calais behorende plaats Wimereux.

## Geschiedenis
Op deze plek werden in 1804 de eerste erekruisen van het Légion d'Honneur door Napoleon Bonaparte uitgereikt. Het monument werd opgericht in 1809, maar het betrof toen een eenvoudige marmeren plaquette op een gemetselde muur.
In 1815 werd het monument vernield door de ultraroyalisten, om in 1830 opnieuw in ere te worden hersteld.
In 1856 werd het monument, op last van Napoleon III, van een korte obelisk voorzien, die zich bevindt op de plaats waar in 1804 de troon van Napoleon zou hebben gestaan.